# 国际航线

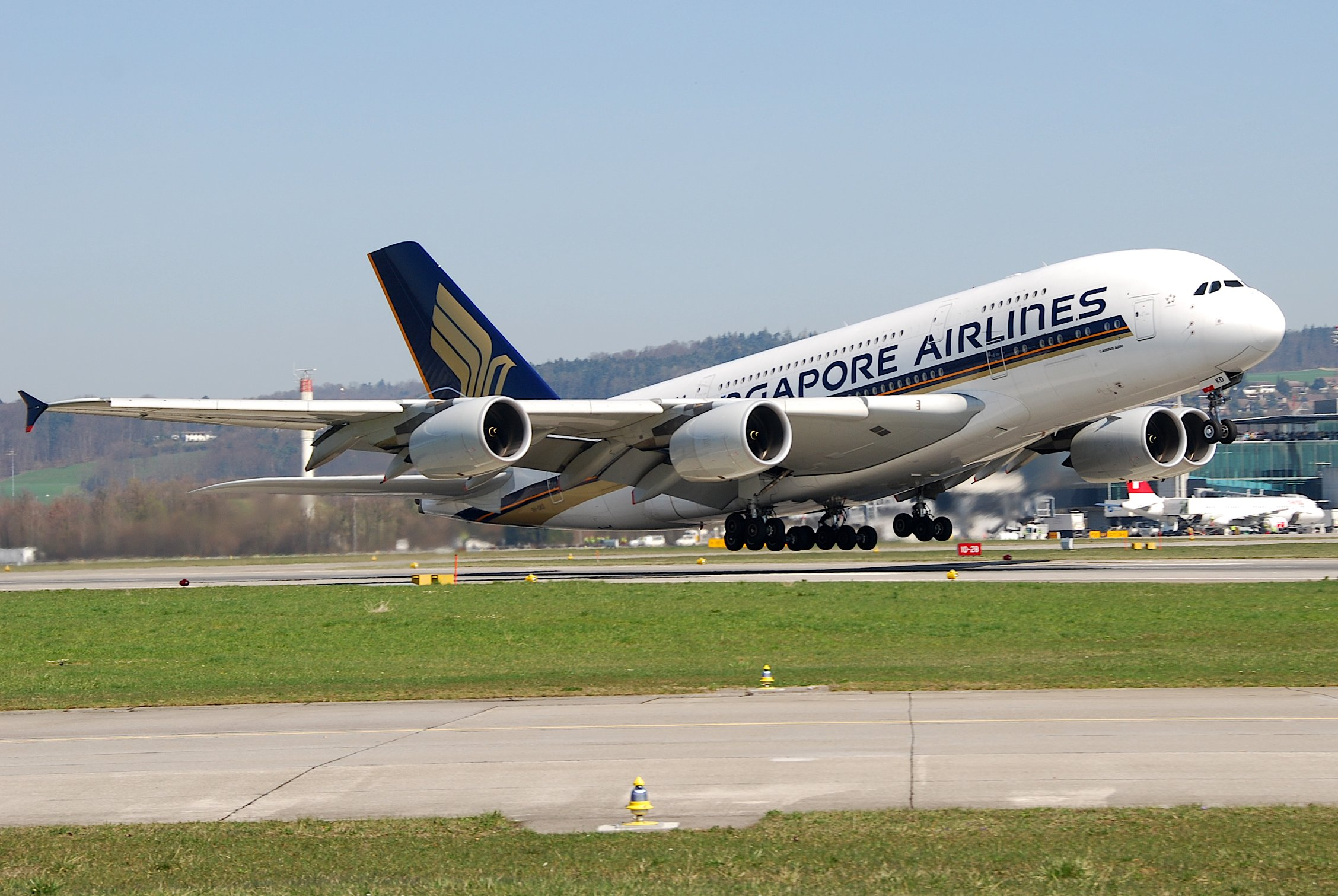
A380通常用于国际航线

国际航线指民用航空领域里的一种商业航班，这种航班的始发与到达于两个不同的国家或地區之内, 例如中国东方航空的上海—东京航线。当航线上两个国家处于不同大洲时，此航线亦称为“洲际航线”（例如荷兰皇家航空的阿姆斯特丹—厦门航线），当航线需要跨越大洋时，此航线亦称为“跨洋航线”（例如中国南方航空的 广州—洛杉矶 航线）。
国际航线与国内航线的一大区别就是，乘客在登上国际航班前，需要办理出境手续。在到达时，则需要办理入境手续并接受到达国海关查验所攜物品。当出发国与到达国同属一个自由旅行区域时，则不需要办理出入境手续，例如法国与德国同属申根国家，则乘客由巴黎前往法兰克福则不需要办理出入境手续。
拥有国际航班服务的机场被称为国际机场。